# 黎溪镇 (会理市)
黎溪镇，是中华人民共和国四川省凉山彝族自治州会理市下辖的一个乡镇级行政单位。2019年12月，将关河镇新海村、中厂村划归黎溪镇管辖。

## 行政区划
黎溪镇下辖以下地区：
新海村、中厂村、新光村、新桥村、南海村、锁水村、莲塘村、合伍村、黎洲村和沙河村。